# Ludwik Fuhrmann

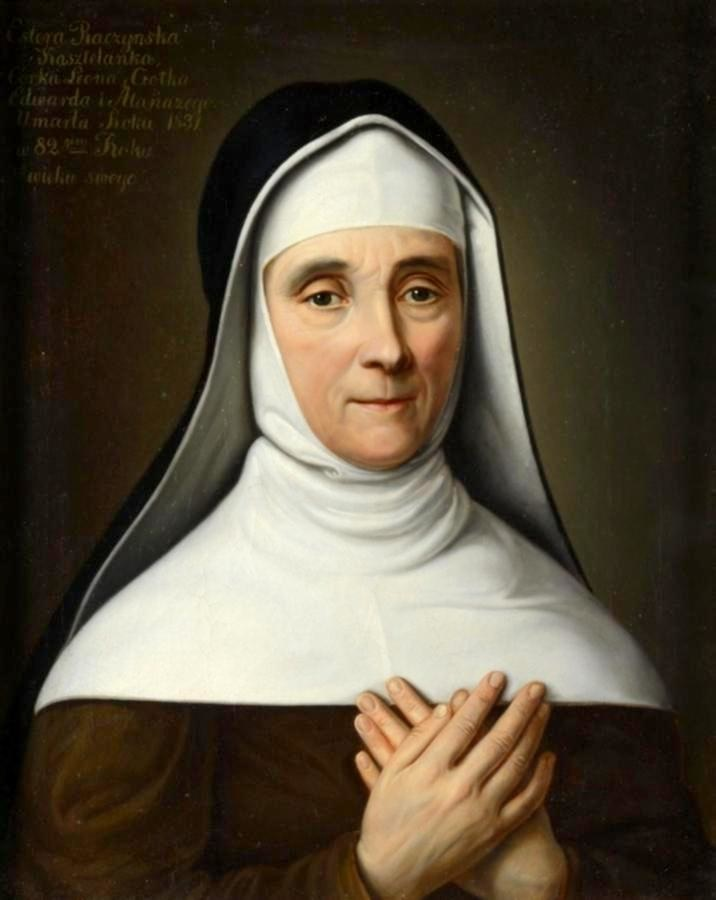
Ludwik Fuhrmann – Portret Estery Raczyńskiej 1820

Ludwik Fuhrmann (ur. 12 marca 1783 we Wrocławiu, zm. 13 lutego 1829 w Poznaniu) – malarz rodu Raczyńskich.

## Życiorys
Urodził się w rodzinie murarza. Ukończył Gimnazjum św. Marii Magdaleny, a naukę malarstwa pobierał w Pradze, w Dreźnie oraz Wiedniu. W 1814 towarzyszył Edwardowi Raczyńskiemu w jego podróży naukowej do Turcji i jest autorem 82 ilustracji zawartych w "Dzienniku podróży do Turcji" E. Raczyńskiego. Związał się na stałe z rodziną Raczyńskich.
W 1815 został wysłany przez Raczyńskich do Rzymu celem uzupełnienia wykształcenia malarskiego. Po powrocie zamieszkał w Rogalinie. Był dyrektorem Szkoły Rzemieślniczej w Poznaniu, gdzie prowadził zajęcia z rysunku oraz udzielał lekcji rysunku i malarstwa Antoniemu Radziwiłłowi. Malował głównie dla rodziny Raczyńskich, portrety indywidualne jak i zbiorowe. Wśród jego prac są również obrazy religijne (św. Stanisław Kostka, św. Marcelli) i o tematyce mitologicznej – Apollo belwederski na tle ruin rzymskich.
Niektóre obrazy Fuhrmanna są w zbiorach Muzeum Narodowego w Poznaniu.

## Obrazy
Niektóre z obrazów Ludwika Fuhrmanna
1. "Objawienie na górze Tabor",
2. "Wniebowstąpienie N. Panny", obraz ołtarzowy,
3. "Św. Jan na puszczy", Muzeum Narodowe w Poznaniu[3],
4. "Św. Stanisław Kostka przyjmujący hostyę od anioła", w ołtarzu katedry poznańskiej,
5. "Św. Marcelli", wielki obraz ołtarzowy,
6. "Święta Rodzina",
7. "Obraz familijny hrabiów Raczyńskich", uchodzący za najpiękniejsze malarza dzieło (niezachowany[4]),
8. "Ignacy hr. Raczyński przedtem biskup poznański, arcybiskup gnieźnieński" Muzeum Narodowe w Poznaniu[5],
9. "Portret Estery Raczyńskiej 1820". Muzeum Narodowe w Poznaniu[6].